# Окрема ісламська територія
Окрема ісламська територія, також відоме як Ісламський джамаат Дагестану, Незалежна Ісламська Держава Дагестан і Кадарська зона (рос. Кадарская зона) — ісламістське політичне утворення у Буйнакському районі Дагестану, що складалося з укріплених сіл Кадар, Карамахі, Чабанмахі та Ванашимахі. Військовим лідером анклаву був польовий командир Джарулла Гаджибагомедов.
Наприкінці 1990-х років Джамаат, який перебував під сильним впливом ваххабізму, проголосив незалежність і вигнав з цього регіону дагестанських чиновників. Після серії збройних конфліктів з дагестанською поліцією та місцевими поміркованими мусульманами вийшов з-під контролю уряду. У селах ввели закони шаріату, російську конституцію визнали недійсною та уклали союз із чеченськими силами з метою створення незалежної ісламської республіки на Кавказі.
Чеченські бійці на чолі з воєначальниками Шамілем Басаєвим та Ібн аль-Хаттабом почали збройне вторгнення в Дагестан восени 1999 року. Поки вторгненню протистояли мирні жителі Дагестану та російські війська, проти угруповання розпочали військову атаку. Під час боїв 29 серпня — 13 вересня 1999 року три села знищено, а повстанці покинули цей район 15 вересня 1999 року.

## Передумови

### Прихід ваххабізму
Ваххабітське віровчення ісламу прийшло до Дагестану з Таджикистану наприкінці 1980-х років. Його поширення значною мірою спонсорувалося заможними прихильниками ісламістів у Саудівській Аравії. На початку 1990-х років дагестанськими ваххабістами керував Багаудтін Кебедов, який раніше працював з Ахмедом-Каджі Ахтаєвим в Ісламській партії відродження Таджикистану, поки не посварився з більш поміркованим Ахтаєвим. Під час Першої російсько-чеченської війни Багаудтін їздив до Чечні для організації бойових осередків ваххабітів. У Дагестані став аміром Ісламської громади Дагестану. Багаудтін був духовним батьком дагестанського ваххабізму.

### Створення джамаату
Вчення Багаудтіна Кебедова застосували на практиці в районі, що складається з його рідного міста Кадар, Карамахі та Чабанмахі в Буйнакському районі в центральному Дагестані на південний захід від столиці Махачкали. Ця територія стала відома як ісламський джамаат Дагестану (джамаат — традиційна дагестанська політична одиниця, що складається з села або групи сіл). Більшість жителів села прийняла радикальну ваххабітську ідеологію, і молодь з усього Дагестану і Північного Кавказу прибувала у пошуках «чистого ісламу». У той час як Багаудтін був духовним лідером джамаату, у військових справах найвпливовішою особою був арабський воєначальник Ібн аль-Хаттаб, який до поїздки в Чечню жив у Карамахі та одружився з місцевою жінкою.

## Конфлікти навколо Джамаату
Ісламський джамаат Дагестану почав привертати увагу громадськості в другій половині 1990-х років, після того, як ваххабітські екстремісти з джамаату були втягнуті в серію насильницьких конфліктів з традиційними мусульманами, а пізніше — з урядом Дагестану.

### 1996—1997: Конфлікт з поміркованими мусульманами
21 червня 1996 року адміністративного голову Кадара вбили. Селяни звинуватили місцевих ваххабітів, а підозрювані втекли до Чечні. Інцидент посилив напругу між традиційними мусульманами та ваххабітами Джамаату. 12 травня 1997 року на похоронах у Чабанмахі між традиціоналістами та ваххабітами спалахнув збройний конфлікт за участю понад 450 озброєних осіб. Ваххабісти вимагали, щоб учасники молилися в бік Мекки, а не в бік труни, що суперечило традиційним звичаям. До припинення обстрілу загинуло 2 людини, можливо, через чутки про те, що армія ваххабітів збирається прибути з Чечні як підкріплення.
У відповідь дагестанський уряд направив у регіон сотні поліцейських і спецпідрозділи ОМОН МВС, щоб запобігти подальшому конфлікту. На місце також прибули кілька високопосадовців, у тому числі віцепрем'єр Саїд Аміров. Вони пообіцяли, що вбивць знайдуть і притягнуть до відповідальності.

#### Союз з чеченськими бійцями
У 1997 році Ісламський джамаат Дагестану та чеченські ополченці на чолі з командиром Салманом Радуєвим підписали союз із заявленою метою створення незалежної ісламістської держави на Кавказі. Раніше Радуєв здійснив смертоносний теракт у дагестанському місті Кизляр. Після підписання альянсу бійці Джамаату приєдналися до Ісламської міжнародної миротворчої бригади, що складається з чеченських та міжнародних ісламістів на чолі з Ібн Аль-Хаттабом, щоб розпочати рейд проти російської 136-ї бронетанкової бригади в Герлаху.

### 1998: Конфлікт з владою Дагестану
Напруженість навколо сіл продовжувала загострюватися протягом 1998 року. 21 травня 1998 року ваххабіти захопили поліцейську дільницю Карамахі, побивши двох міліціонерів і викравши зброю. Через два дні уряд Дагестану відповів, відправивши в цей район 100 військовослужбовців МВС. Їхньою метою було зайняти дорогу, що веде до Карамахі, але напад сотень озброєних людей змусив їх відійти.
Наступного дня, 24 травня 1998 року, ваххабіти розгорнули невелику армію з сіл Карамахі, Чабанмахі і Кадар. Бійці були добре озброєні, мали гранатомети, міномети та автомати. Намагаючись взяти ситуацію під контроль, уряд Дагестану пішов на переговори. Вони досягли домовленості, згідно з якою відбуватиметься обмін полоненими, а обидві сторони будуть розділені. По суті це означало, що територія ісламського джамаату більше не була під контролем уряду.

#### Проголошення незалежності
5 липня 1998 року в Карамахі відбувся з'їзд за участю 1000 озброєних бійців, на якому Джамаат проголосив незалежність і вимагав відставки уряду Дагестану, виведення всіх федеральних військ і об'єднання з Чечнею. До 10 серпня ополченці контролювали дороги та рух у цьому районі, погрожуючи відокремити столицю Дагестану Махачкалу від заходу республіки. Тепер дагестанська влада почала широкі переговори і серйозно розглядала можливість застосування військової сили проти сіл.
1 вересня 1998 року між представниками Джамаату та урядом Дагестану підписали угоду, в якій повстанці зобов'язувалися «жити за конституцією», а уряд дозволяв ватажкам ваххабітів наводити порядок у селах. 5 вересня в Махачкалі стався теракт. Багатоквартирні будинки поблизу будинків дагестанського прем'єр-міністра і мера столиці були розбомблені і зруйновані; однак жодна група не взяла на себе відповідальність. Після цього відносний спокій відновився, але вплив Дагестану і Росії в республіці зменшився. Вереснева угода 1998 року фактично була капітуляцією центрального уряду на користь ополченців.

## Опис місцевості
У серпні 1999 року дослідник Московського інституту сходознавства відвідав Ісламський джамаат. За його словами, дорога, що веде до Карамахі, була перекрита бетонними конструкціями та обставлена з боків великокаліберними кулеметами. Знак попереджав, що мандрівник збирається потрапити на незалежну ісламську територію. Бойовики заявили, що не будуть дотримуватись Конституції Росії, а дотримуватимуться лише Корану та Суни. Закон шаріату був єдиним законом, який дотримувався в селах. Дослідник ознайомився з програмою навчання бійців у стилі талібів. У його ідеологічній частині підкреслювалося, що «кожен, хто носив зброю, повинен робити це в ім'я Аллаха». Військова підготовка включала відпрацювання рукопашного бою, користування вогнепальною зброєю, у тому числі зенітною, та тактику гірського бою.
Фінський журналіст також побував у Карамахі в середині серпня 1999 року, де взяв інтерв'ю у кількох селян та їхнього військового командувача генерала Джероллака. Журналіст написав: «Вантажівки ваххабітів їздять по всій Росії. Навіть один невірний рух у Москві чи Махачкалі, попереджають вони, призведе до вибухів і кровопролиття всюди». За словами журналіста, ваххабіти сказали йому, «якщо вони почнуть нас бомбити, ми знаємо, де вибухнуть наші бомби».

## Війна в Дагестані
17 квітня 1999 року в столиці Чечні Грозному відбувся з'їзд на чолі з полководцем Шамілем Басаєвим. Арабський воєначальник Ібн аль-Хаттаб також був присутній разом із кількома чеченськими лідерами. Басаєв заявив про створення багатотисячної ісламської армії. За словами Басаєва, ці сили були «необхідні для реалізації резолюцій з'їзду, основною метою якого є створення Незалежної Ісламської Держави на території Чечні та Дагестану». Війська пройшли підготовку в таборах, якими керували Басаєв, Хаттаб і лідер ваххабітів Багаудтін Кебедов.
2 серпня 1999 року Басаєв і Хаттаб розпочали збройне вторгнення в Дагестан зі своїх баз у Чечні. Їхня сила складалася з 2—3 тис. бійців, у тому числі чеченців та міжнародних ісламістів. Басаєв і Хаттаб очікували, що мирне населення Дагестану зустріне їх як «визволителів», але цього не сталося. Натомість дагестанці вважали війська небажаними релігійними фанатиками і створювали стихійні громадянські ополчення. Разом з дагестанськими правоохоронцями їм вдалося зупинити наступ. До 26 серпня війська Басаєва і Хаттаба відступили до Чечні.
29 серпня загони дагестанського ОМОНу почали бойові дії проти Ісламського джамаату Дагестану. Російські ВПС також бомбили цей район. Об'єднаний федеральний і дагестанський наступ був прийнятий більшістю мирних жителів Дагестану, тому що ваххабісти вважалися пов'язаними з чеченськими бійцями, які нападали декілька тижнів тому.

### Вибухи терористів
Поки тривали бої між ваххабітами і дагестанськими військами 4 вересня, стався перший вибух російських квартир; 64 людини загинули внаслідок вибуху, який зруйнував житловий будинок у сусідньому місті Буйнакськ.
Через день після вибуху 5 вересня Басаєв і Хаттаб почали друге вторгнення в Дагестан з метою звільнити ісламський Джамаат від нападу уряду. 9 вересня 94 людини загинули внаслідок вибуху, який зруйнував житловий будинок у Москві. Після цього вчинено нові підриви: 13 вересня під час вибуху в Москві загинули 118 людей; 16 вересня підрив вантажівки зруйнував житловий будинок у Волгодонську.
За словами провідного фахівця з Дагестану Роберта Брюса Вера, вибухи квартир, ймовірно, вчинили дагестанські ваххабісти як відплату за федеральну атаку на Ісламський Джамаат.

## Ліквідація джамаату
Після федеральної військової атаки, яка почалася 29 серпня 1999 року, бійці відступили з Джамаату 13 вересня 1999 року. У боях були зруйновані села Карамахі, Чабанмахі і Кадар. Як фізичне географічне утворення ісламський джамаат Дагестану остаточно припинив своє існування, але дагестанські ваххабісти продовжували мати серйозну присутність, і є багато доказів того, що вони відповідальні за тривалу серію терактів у Дагестані.